# Paraspathulina eremostigma
Paraspathulina eremostigma är en tvåvingeart som beskrevs av Hardy och Drew 1996. Paraspathulina eremostigma ingår i släktet Paraspathulina och familjen borrflugor. Inga underarter finns listade i Catalogue of Life.